# 멜 깁슨
멜 콜름킬 제라드 깁슨(영어: Mel Colmcille Gerard Gibson AO, 1956년 1월 3일 ~ )은 미국의 영화 감독, 배우이다.

## 생애
1954년 1월 3일 허튼 깁슨과 앤 라일리의 11남매 중 여섯째이자 차남으로 태어났다. 멜 깁슨의 집안은 아일랜드계 미국인이자 로마 가톨릭 신자였다.
아일랜드계 미국인은 로마 가톨릭 신자가 대부분이고 이에 따라 보수적인지라 미국인의 평균 출산율보다 높았는데 그의 부모와 그는 그보다도 더 많은 자녀를 두었다. 멜 깁슨의 부모가 슬하에 11명의 자녀를 두었고(손주 48명), 멜 깁슨 본인은 슬하에 9명의 자녀를 두었다.
멜 깁슨은 그의 여동생이 오스트레일리아 배우학교에 입학지원서를 제출하여 연기를 배우게 된 것으로 알려져 있다. 영국과 스코틀랜드간의 독립전쟁을 다룬 《브레이브 하트》(1995)로 1996년 제68회 아카데미상을 휩쓸며 주연뿐만 아니라 감독으로서의 역량까지 보여주었다. 2004년 종교 영화인 《패션 오브 크라이스트》로 감독의 입지를 확실히 굳혔다. 독실한 로마 가톨릭교회 신자인 그는 그 어느 미국 영화사도 투자하려 하지 않은 종교 작품을 자기 돈을 들여 만든 뒤 전세계적인 흥행 성공으로 더더욱 화제가 됐다.
그의 작품은 항상 가족이 강조되는 경향을 보였다.

## 주요 작품
- 매드 맥스 (1979) - 맥스 로커탠스키 역
  - 매드 맥스 2 (1981)
  - 매드 맥스 3 (1985)
- 갈리폴리 (1981)
- 리썰 웨폰 (1987) - 마틴 리그스 역
  - 리썰 웨폰 2 (1989)
  - 리썰 웨폰 3 (1992)
  - 리썰 웨폰 4 (1998)
- 햄릿 (1990)
- 사랑 이야기 (1992)
- 매버릭 (1994)
- 브레이브 하트 (1995)
- 랜섬 (1996)
- 페이백 (1999)
- 밀리언 달러 호텔 (2000)
- 치킨 런 (2000) (음성 출연)
- 패트리어트: 늪 속의 여우 (2000)
- 왓 위민 원트 (2000)
- 위 워 솔저스 (2002) - 핼 무어 역
- 패션 오브 크라이스트 (2004) - 연출, 제작, 미출연
- 아포칼립토 (2006) - 연출, 제작, 미출연
- 엣지 오브 다크니스 (2010)
- 비버 (2011)
- 완전범죄 프로젝트 (2012)
- 익스펜더블 3 (2014) - 콘래드 스톤뱅크스 역
- 블러드 파더 (2016) - 존 링크 역
- 프로페서 앤 매드맨 (2019) - 제임스 머리 역 (제작, 주연)
- 포스 오브 네이쳐 (2020) - 레이 배럿 역
- 에이전트 게임 (2022)
- 신부가 된 복서 (2022)